# Osvaldo Bagnoli
Osvaldo Bagnoli (* 3. Juli 1935 in Mailand) ist ein ehemaliger italienischer Fußballspieler und -trainer. Nachdem er als Spieler schon mit dem AC Mailand italienischer Meister geworden war, führte er 1985 den Underdog Hellas Verona, für den er neun Jahre arbeitete, zur bisher einzigen Meisterschaft. Später trainierte er noch den CFC Genua und Inter Mailand.

## Spielerkarriere
Osvaldo Bagnoli, geboren am 3. Juli 1935 in der norditalienischen Metropole Mailand, begann mit dem Fußballspielen bei dem Verein Ausonia 1931 im Amateurbereich. Dort weckte er das Interesse des AC Mailand. 1955 wurde er von den Rossoneri unter Vertrag genommen und spielte nun zwei Jahre lang für Milan. Während dieser Zeit gewann er mit Milan, wo er zusammen spielte unter anderem mit internationalen Fußballgrößen der damaligen Zeit wie Nils Liedholm, Cesare Maldini oder Juan Schiaffino, in der Saison 1956/57 die italienische Meisterschaft. In der Serie A wurde ein erster Platz mit sechs Punkten Vorsprung auf den Titelverteidiger ACF Fiorentina belegt. Bereits zuvor konnte man die Coupe Latine, den Vorgänger des Europapokals der Landesmeister.
Nach nur achtzehn Einsätzen im Ligabetrieb im Trikot des AC Mailand verließ Osvaldo Bagnoli den Club 1957 und ging zu Hellas Verona, das soeben gerade aus der Serie B in die Serie A aufgestiegen war. Es folgte jedoch durch einen letzten Rang mit nur 26 Punkten aus 34 Spielen der direkte Wiederabstieg. Nach dem Erstligaabstieg verbrachte Bagnoli noch zwei Jahre mit Verona in der zweiten Liga. 1960 ging er nach 97 Ligaspielen für Hellas Verona weiter zu Udinese Calcio, wo man in der Saison 1960/61 den Abstieg erst in Relegationsspielen gegen Calcio Lecco und den AS Bari verhindern konnte. Nach dieser einen Spielzeit zog es ihn in Italiens Süden zum US Catanzaro aus der Serie B. Hier erreichte Bagnoli stets Positionen im Mittelfeld der zweithöchsten Liga. Er blieb bis 1964 bei Catanzaro und machte 102 Ligaspiele sowie 22 Tore. Zur Saison 1964/65 wurde er vom Ligakonkurrenten SPAL Ferrara verpflichtet, mit dem er sogleich den direkten Wiederaufstieg nach nur einem Jahr Zweitklassigkeit schaffte. Als Neuling gelang in der Folgesaison der Klassenerhalt als Fünfzehnter, nur einen Punkt vor dem ersten Absteiger Sampdoria Genua. Auch 1966/67 war Ferrara erfolgreich und wurde Zwölfter, allerdings wieder nur zwei Zähler vor Lazio Rom, dem ersten Absteiger. Nach Ablauf der Spielzeit 1966/67 wechselte Osvaldo Bagnoli erneut den Verein und schloss sich Udinese Calcio wieder für ein Jahr an. Nach 22 Einsätzen in der Serie C, in die das noch vor fünf Jahren erstklassige Udine gefallen war, ging er 1969 zu SS Verbania Calcio. Von 1969 bis 1972 kam er dort zu 135 Drittligaspielen und erreichte mit seinem Verein immer Mittelfeldpositionen.

## Trainerkarriere

### Anfänge und erster Serie-A-Aufstieg
Nach dem Ende seiner Zeit als aktiver Fußballspieler wurde Osvaldo Begnoli Trainer. 1973 war seine erste Station als verantwortlicher Übungsleiter der Drittligist. Solbiatese Arno Calcio. Es wurde in der Serie C der zwölfte Rang erreicht, Begnolis Anstellung endete aber nach der Saison. Zur Spielzeit 1974/75 übernahm er den Zweitligisten FC Como, den er als Tabellenzweiter hinter dem AC Perugia in die Serie A führte. Es wurden in der Serie A 1975/76 jedoch nur 21 Punkte erreicht, wodurch als Tabellenvorletzter der Gang in die Zweitklassigkeit angetreten werden musste. Trotz dieses Misserfolges hielt Como an seinem Trainer fest, mit dem der Verein in der Zweitligasaison 1976/77 als Sechster den Wiederaufstieg verpasste, wodurch Begnolis Zeit in Como vorbei war. 1977/78 trainierte er kurz Rimini Calcio und konnte den Abstieg aus der Serie B nur knapp vermeiden, die Spielzeit endete mit einem Punkt vor US Cremonese, das in die Serie C1 musste. Für Begnoli folgte nun ein Jahr beim Viertligisten Alma Juventus Fano 1906, den er zum souveränen Aufstieg als Erster mit zehn Punkten Vorsprung auf einen Nichtaufstiegsplatz in die Serie C1 führte, das Amt aber zum Saisonende niederlegte um sich dem Zweitdivisionär AC Cesena anzuschließen. Als Vierter in der Saison 1979/80 verpasste man den Sprung in die Serie A in der ersten Saison nur knapp, während der FC Como, der AC Pistoiese und der AC Brescia aufstiegen. Ein Jahr später gelang der Aufstieg dann, man wurde Zweiter, einzig hinter dem AC Mailand, der aufgrund eines Bestechungsskandales zusammen mit Lazio Rom im Vorjahr aus der Serie A zwangsabsteigen musste. Trotz des Erfolges mit Cesena blieb Begnoli nicht bei dem Verein. Er unterzeichnete 1981 einen Kontrakt bei Hellas Verona.

### Il Verona di Bagnoli
Zum Zeitpunkt des Amtsantritts von Osvaldo Bagnoli hatte sich das ehemals erstklassige Hellas Verona in der Serie B etabliert. In den Jahren zuvor wurden meist Mittelfeldränge erreicht, in der Saison 1980/81 gelang jedoch nur knapp der Klassenerhalt. Gleich in seiner ersten Saison in Verona führte er die Mannschaft zum ersten Platz in der Serie B 1981/82 und schaffte damit zusammen mit Sampdoria Genua und Pisa SC den Aufstieg in die Serie A. Dort sorgte man für eine große Überraschung und belegt nach Ablauf aller Spieltage den vierten Rang, acht Punkte hinter dem neuen italienischen Meister AS Rom und qualifizierte sich für den UEFA-Pokal. In der gleichen Saison erreichte Bagnoli mit Hellas Verona das Endspiel im italienischen Fußballpokal. Das Finalhinspiel im heimischen Stadio Marcantonio Bentegodi wurde von Hellas durch Tore von Domenico Penzo und Domenico Volpati mit 2:0 gewonnen, im Rückspiel bei Juventus Turin unterlag die Elf von Osvaldo Bagnoli allerdings mit 0:3 nach Verlängerung und verlor das Finale aufgrund der schlechteren Tordifferenz, wobei Michel Platini Juventus erst in der 119. Spielminute vor dem Elfmeterschießen rettete.
Die Saison 1983/84 wurde von Hellas Verona mit dem sechsten Tabellenplatz abgeschlossen, wodurch man eine erneute Teilnahme am internationalen Wettbewerb verpasste. Im UEFA-Pokal kam das Aus in der zweiten Runde gegen den SK Sturm Graz aus Österreich, nachdem man nach Verwendung der Auswärtstorregel den Kürzeren gezogen hatte. Das Hinspiel in Verona endete 2:2 und in Graz kam Hellas nur zu einem torlosen Remis, wodurch Graz zwei und Verona null Auswärtstore aufweisen konnte. In der Runde zuvor hatte man sich mit 4:2 nach Hin- und Rückspiel gegen den jugoslawischen Vertreter Roter Stern Belgrad durchgesetzt.
1984/85 wurde das erfolgreichste Jahr von Hellas Verona in der Vereinsgeschichte. Mit Trainer Bagnoli und Spielern wie etwa Torhüter Claudio Garella, Abwehrspieler Hans-Peter Briegel, Mittelfeldspieler Antonio Di Gennaro und Stürmer Preben Elkjær Larsen gewann man zum ersten Mal in der Geschichte des 1903 gegründeten Vereins die italienische Fußballmeisterschaft. In der Serie A wurde man Erster mit vier Punkten Vorsprung auf Torino Calcio. Zugleich stellte Hellas Verona mit nur neunzehn Gegentreffern in dreißig Spielen die beste Abwehr der italienischen Eliteliga. Der unerwartete Erfolg unter Trainer Bagnoli brachte Hellas Verona den Namen Il Verona di Bagnoli ein. Im Fußballitalien der Achtzigerjahre gab es solche Bezeichnungen des Öfteren, so fand man auch Napoli di Maradona, Udinese di Zico und Juventus di Platini.
In den Jahren nach dem Meistertitel nahmen die Erfolge bei Hellas Verona ab. In der Saison 1985/86 wurde man nur Zehnter und auch im Europapokal der Landesmeister im gleichen Jahr kam das Aus bereits in der zweiten Runde gegen den Vorjahressieger Juventus Turin mit 0:0 und 0:2, nachdem man in der ersten Runde Griechenlands Titelträger PAOK Thessaloniki mit 3:1 und 2:1 bezwungen hatte. In der Saison 1986/87 kam Hellas auf den vierten Platz, was die Teilnahme am UEFA-Pokal 1987/88 mit sich brachte. Hier führte Bagnoli seine Mannschaft bis ins Viertelfinale, wo man an Werder Bremen scheiterte. Zuvor hatte man Pogoń Stettin, den FC Utrecht und Sportul Studențesc ausgeschaltet. Im Ligabetrieb lief es 1987/88 weniger gut, Verona wurde wieder nur Zehnter. Auch in der Folgesaison wurde mit Platz elf nur ein Mittelfeldrang belegt. Die Saison 1989/90 endete für Hellas Verona mit nur 23 Punkten aus 34 Spielen auf Platz 16, wodurch zusammen mit Udinese Calcio, Ascoli Calcio und US Cremonese der Gang in die Zweitklassigkeit angetreten werden musste. Während das Management Bagnoli trotz des katastrophalen Saisonverlaufs nicht entlassen hatte, blieb er nach dem Abstieg nicht in Verona und unterzeichnete für die Saison 1990/91 einen Vertrag beim Erstligisten CFC Genua. Bei Hellas Verona wurde Bagnoli durch Eugenio Fascetti, zuvor bei der US Lecce, Lazio Rom und Torino Calcio tätig, ersetzt, der den Verein direkt in die erste Liga zurückführte.

### Letzte Stationen bei Genua und Inter
Mit dem CFC Genua übernahm Osvaldo Bagnoli 1990 einen Verein, dessen letzte Meisterschaft 66 Jahre zurücklag. Als Tabellenelfter wurde in der abgelaufenen Saison 1989/90 ein Mittelfeldrang belegt, während Bagnoli mit Verona abgestiegen war. Die Serie A 1990/91 beendete Osvaldo Bagnoli mit dem CFC Genua auf dem vierten Tabellenplatz und sorgte wie einst bei Hellas Verona für eine große Überraschung. Damit war man für den UEFA-Pokal 1991/92 startberechtigt. Erst in der Runde der letzten vier Mannschaften kam hierbei das Aus gegen den niederländischen Spitzenverein Ajax Amsterdam um Stars wie Frank de Boer, Aron Winter und Dennis Bergkamp sowie Trainer Louis van Gaal. Wenig später gewann Ajax den UEFA-Pokal im Endspiel gegen Torino Calcio. Der CFC Genua indes hatte zuvor im Turnierverlauf für Furore gesorgt, als man im Viertelfinale die Weltstars vom FC Liverpool zunächst mit 2:0 in Genua und dann noch mit 2:1 an der Anfield Road besiegte und mit 4:1 in der Addition aus dem Turnier warf. Vorher eliminierte der CFC bereits Real Oviedo, Dinamo Bukarest und Steaua Bukarest. Nachdem im Halbfinale das Aus kam und auch in der Liga nur der vierzehnte Platz erreicht wurde, überwarf sich Osvaldo Bagnoli mit dem Präsidenten des CFC Genua, Aldo Spinelli, und sein Vertrag wurde nicht verlängert. Er wechselte zu Inter Mailand.
In seiner ersten Spielzeit als Coach von Internazionale wurde er mit dem Team um Spieler wie Walter Zenga, Giuseppe Bergomi und Rubén Sosa Ardáiz italienischer Vizemeister, einzig hinter dem Lokalrivalen AC Mailand. Damit war man für den UEFA-Pokal 1993/94 qualifiziert. In diesem Wettbewerb kam Inter bis ins Finale und war auch dort gegen SV Austria Salzburg siegreich. Diesen Erfolg erlebte Osvaldo Bagnoli aber nicht mehr als Verantwortlicher an der Seitenlinie bei Inter mit, er wurde in der Endphase der Saison 1993/94 wegen anhaltender Erfolglosigkeit und dem drohenden Absturz in die Zweitklassigkeit entlassen. Sein Nachfolger Giampiero Marini konnte Inter vor dem Abstieg retten und zum UEFA-Pokal-Sieg bringen. Für Osvaldo Bagnoli war die Trainerlaufbahn nach seinem Engagement bei Internazionale beendete, mit 59 Jahren übernahm er keinen weiteren Verein mehr.

## Erfolge

### Als Spieler
- Italienische Meisterschaft: 1 × (1956/57)
- Coupe Latine: 1× (1956)

### Als Trainer
- Italienische Meisterschaft: 1 × (1984/85)
- Serie B: 1 × (1981/82)
- Seminatore d’oro: 1× (1984)